# Hidróxido de zinco
Hidróxido é um composto químico inorgânico de fórmula Zn(OH)2. Pode ser encontrado na natureza na forma de três minerais raros: wulfingita (ortorrômbico), ashoverita e sweetita (ambos tetragonais).
Como o óxido de zinco, apresenta a incomum propriedade de ser anfotérico. Dessa forma, irá se dissolver facilmente em uma solução diluída de um ácido forte, como o HCl, e também em uma solução de hidróxido de sódio.
Pode ser preparado por adição de solução de hidróxido de sódio, mas não em excesso, em uma solução qualquer de um sal de zinco, resultando no precipitado branco: 
Zn2+ + 2 OH- → Zn(OH)2
Se é adicionado hidróxido de sódio em excesso, o precipitado de hidróxido de zinco irá se dissolver, formando uma solução incolor de íons zincato:
Zn(OH)2 + 2 OH- → Zn(OH)42-
Esta propriedade pode ser usada como um teste para íons de zinco na solução, mas não é exclusiva, uma vez que compostos de alumínio e chumbo se comportam de forma bastante similar.
É utilizado como absorvente em curativos cirúrgicos.